# アピタ初生店

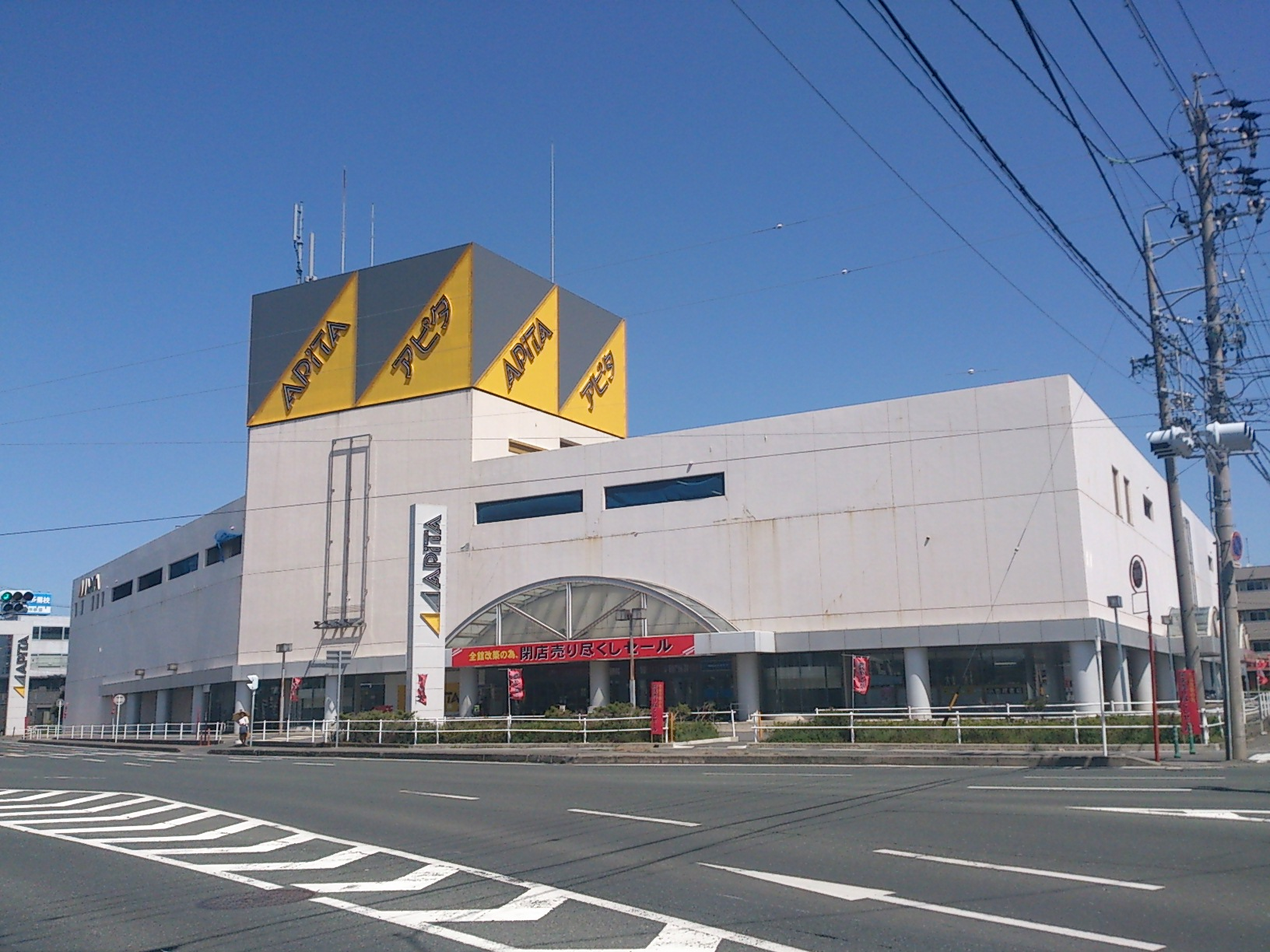
サンカより改装後（2013年4月撮影）

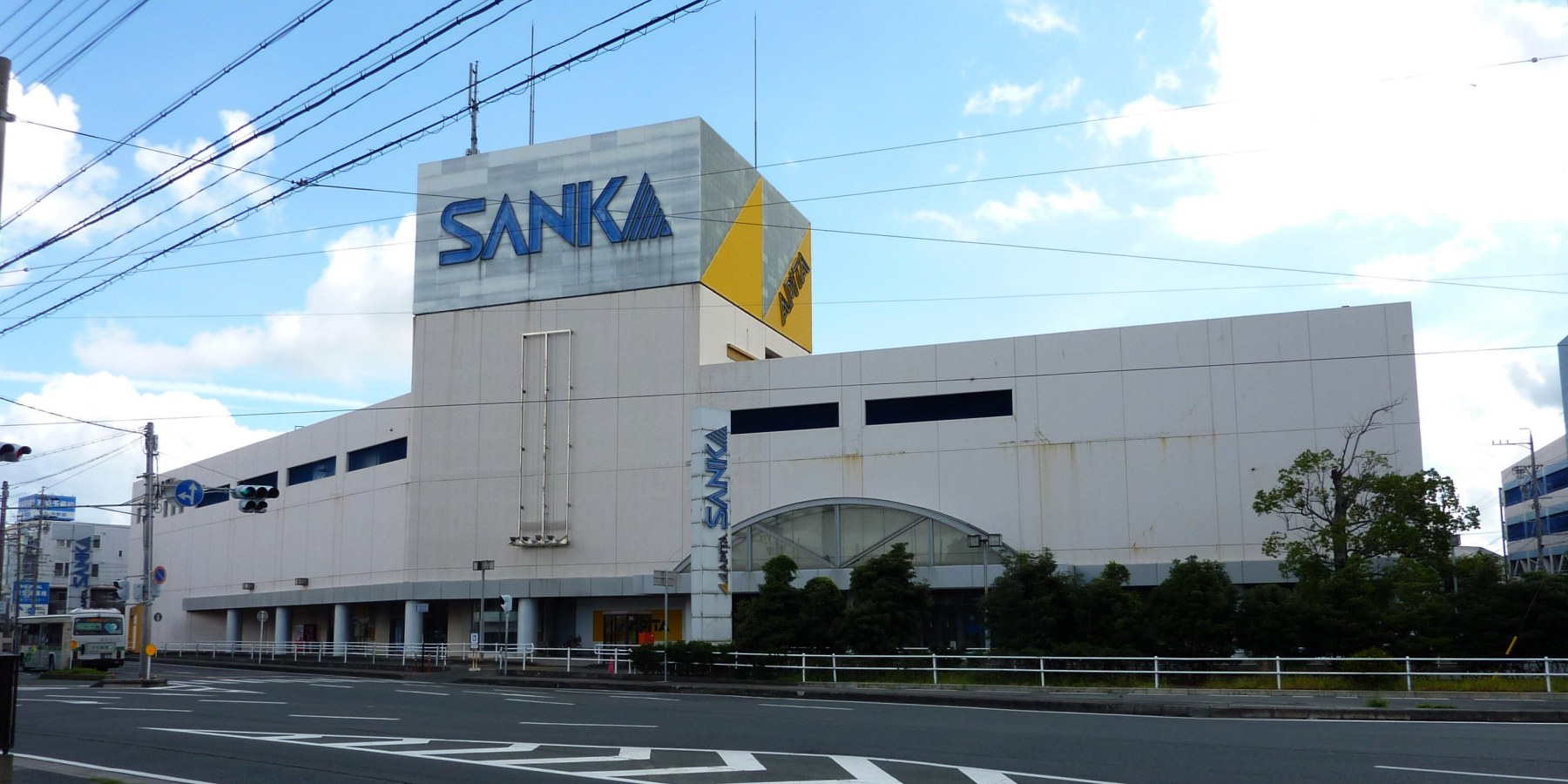
サンカショッピングセンター時代（2010年7月撮影）

アピタ初生店（アピタはつおいてん）は、かつて静岡県浜松市北区（現：中央区）初生町に存在し、ユニー株式会社が運営していたショッピングセンターである。

## 概要
2012年（平成24年）2月21日より、それまで運営していた高台ショッピングセンター協同組合がユニーに所有権を移転している。そのため、かつて称していた「サンカショッピングセンター」はアピタ初生店に名称変更をした。
1989年（平成元年）のサンカショッピングセンター開業当時より、アピタ初生店を核店舗に約40の専門店が入居していた。地階に住居関連品売場があり、1階に食料品売場という他のアピタ標準店のレイアウトとは異なる配置が特徴となっていた。
開店以来店舗に隣接する立体駐車場が存在したが、店舗東側にあったものは2012年春に解体され平面駐車場となった。そのため駐車可能台数は以前と比較して減少した。またその際に以前にはなかった静岡県道261号磐田細江線への出入口が設置された他、店舗に隣接する立体駐車場への敷地内の車道が廃止され自転車置場へと変えられている。
2013年（平成25年）4月14日に一旦閉店。店舗年齢が高くなっていたため、耐震構造を整えるとともに大規模な改装とテナントの入れ替えを行い、同年10月2日にプレオープン。同月4日にグランドリニューアルオープンしている。
2017年（平成29年）10月1日をもって、アピタ直営部分と付随する一部テナントが閉店した。振り上げ不振を理由としている。なお、その他のテナントは営業を継続するためショッピングセンター自体は閉鎖されない。建物の所有権は地元不動産会社に売却された。後継のキーテナントとして、オークワが運営する「オークワラフレ初生店」が同年12月13日にプレオープンし、同月15日にグランドオープンされ、ショッピングセンター名は「ラフレ初生」に変更された。
2019年（令和元年）9月20日をもってオークワラフレ初生店が閉店。キーテナントとして、スーパーマーケットの跡地となる部分に2021年（令和3年）4月23日に「ケーズデンキ ラフレ初生店」がオープンしている。

## 閉店時点の主なテナント
- ABC-MART
- カルディコーヒーファーム
- ジュアン
- マックハウス
- ザ・ダイソー
- 夢屋書店
- めん処 つるべや
- サンフォート21

### 改装前に存在した主なテナント
- パレモ
- さが美
- タカラブネ

## アクセス
- 浜松駅より気賀・引佐方面行バス（気賀三ヶ日線、渋川線、奥山線、都田線など）追分下車すぐ
- 浜松西インターチェンジ : 東に約6km

## 周辺商業施設
ユニー運営（当時）
- ピアゴ浜松泉町店（現：MEGAドン・キホーテUNY浜松泉町店、UDリテール運営）

その他
- イオンタウン浜松葵
- ザ・ビッグ浜松葵町店（旧ヤオハン）
- エブリィビッグデー姫街道店
- フィルタウン（アーレスティ浜松工場跡地）

かつて、同店から北西に約200m離れた場所にユニー直営による、「夢屋書店初生店」（現・ゲオ浜松初生店、居抜出店）があった。また、静岡県道261号磐田細江線向かいに名鉄パレ浜松葵町店が存在した。